# Louis-Alexandre Devérité
Louis-Alexandre Devérité, né le 26 novembre 1743 à Abbeville et décédé le 31 mai 1818 dans la même ville, est un homme politique de la Révolution française.

## Biographie

### Patriote abbevillois
Fils d'un libraire, Devérité embrasse la carrière juridique et se fait recevoir comme avocat au parlement. À la mort de son père, il reprend le commerce paternel et s'installe comme imprimeur-libraire. Au début de 1789, il publie La Vie et les doléances d'un pauvre diable pour servir de ce qu'on voudra aux États-Généraux.
Rallié aux idées nouvelles, il fonde au début de la Révolution la feuille patriote Les Annales picardes et est membre de la Société des amis de la Constitution. Il devient également l'un des cadres de la garde nationale d'Abbeville. En 1791, il est nommé officier municipal de la ville et, à ce titre, parvient à contenir plusieurs émeutes dues à une disette du blé.

### Convention
En septembre 1792, Devérité est élu député du département de la Somme, le onzième sur treize, à la Convention nationale. Il est élu au Comité des Finances au début de la session.
Il siège sur les bancs de la Gironde. Lors du procès de Louis XVI, il vote la détention durant la guerre et le bannissement à la paix. Il se prononce en faveur de l'appel au peuple et en faveur du sursis à l'exécution. Il est absent lors du scrutin sur la mise en accusation de Marat et vote en faveur du rétablissement de la Commission des Douze.
Le 8 juillet 1793, Devérité est décrété d'arrestation à son domicile sur motion de François Chabot, membre du Comité de Sûreté générale : il lui reproche d'avoir envoyé aux autorités d'Abbeville l'imprimé Aux citoyens français, sur la Nouvelle Constitution de Nicolas de Condorcet, qu'il considère hostile à la Constitution de 1793. Il est décrété d'accusation devant le tribunal révolutionnaire sur motion d'Amar en octobre mais s'évade de son domicile et se cache. Il proteste contre sa mise en accusation dans une lettre que rejette la Convention sur motion de Laloy. Sur motion de son collègue André Dumont, Devérité est réintégré à la Convention en frimaire an III (décembre 1794), au même titre que les députés qui ont protesté contre les arrestations consécutives à la journée du 2 juin.

### Directoire
En octobre 1795, Devérité est réélu au Conseil des Anciens par plus d'une dizaine de départements, mais il choisit de représenter la Somme. Il siège deux ans dans cette assemblée parmi les modérés, sans faire de bruit. Le Directoire le nomme ensuite conservateur des eaux et forêts de la Somme, mais ses sympathies royalistes l'empêchent de prendre ses fonctions après le coup d'État du 18 fructidor an V.

### Fin de carrière
En 1799, le Consulat le nomme juge d'instruction auprès du tribunal civil d'Abbeville. Devérité occupe cette fonction jusqu'à la réorganisation des tribunaux en 1811.
Il meurt dans sa ville natale en 1818 à l'âge de soixante-quatorze ans. Il est enterré au cimetière de la Chapelle d'Abbeville.